# Połomski – Jubileusz
Połomski – Jubileusz – album kompilacyjny Jerzego Połomskiego wydany w 2013 roku jako część serii Muzyka wspomnień.

## Opis
Płyta została wydana z okazji przypadających w 2013 roku 80. urodzin artysty. Nagrania zostały zrekonstruowane cyfrowo z archiwalnych taśm Syrena Record Company.

## Lista utworów
1. „Za kilka lat” (muz. W. Szpilman, sł. K. Winkler) – (03:16)
2. „Bywa tak w pierwszych dniach znajomości” (muz. W. Piętowski, sł. A. Tylczyński) – (02:33)
3. „Zgubiłem twój list” (muz. P. Leśnica, sł. Z. Kaszkur) – (04:24)
4. „Pamiętam twoje oczy” (muz. Z. Karasiński, sł. S. Biernacki) – (03:21)
5. „Nie trzeba słów” (muz. W. Szpilman, sł. L. Starski) – (03:35)
6. „W twoje ręce” (muz. P. Leśnica, sł. E. Fiszer) – (03:00)
7. „Szkoda twoich łez dziewczyno” (muz. A. Gold, sł. A. Włast) – (03:22)
8. „Marie Chantal” (muz. P. Kuczera, sł. S. Werner) – (03:30)
9. „To był żart” (muz. R. Sielicki, sł. J. Odrowąż) – (03:12)
10. „Romantica” (muz. R. Ranucci, E. Verde, sł. A. Tylczyński) – (03:26)
11. „Parka w parku” (muz. W. Szpilman, sł. B. Brok) – (03:44)
12. „Czemu dziś” (muz. A. Eszpaj, sł. M. Łebkowski) – (02:22)
13. „Gdzie kończą się ulice” (muz. K. Turewicz, sł. B. Choiński) – (03:36)
14. „Posłuchaj kochana” (muz. T. Kwieciński, sł. M. Łebkowski) – (03:13)
15. „Wkrótce świt” (muz. Cz. Grudziński, sł. Z. Kierszys) – (03:24)
16. „Pewnego dnia ta rzecz się wydarzy” (muz. Z. Karasiński, sł. E. Żytomirski) – (03:37)
17. „You are my destiny” (muz. P. Anka, sł. Z. Stawecki) – (03:12)
18. „Mój cały świat” (muz. R. Żyliński, sł. Z. Kaszkur) – (03:39)
19. „My dear Clementine” (trad. T. Dobrzyński) – (02:43)
20. „A śnieg pada” (muz. A. Eszpaj, A. Jewtuszenko, sł. W. Maksymkin) – (03:11)
21. „Dobry wieczór Proszę Pani” (muz. Z. Karasiński, sł. Z. Kuraś, Z. Zapert) – (03:20)
22. „Co mówi wiatr” (muz. P. Czajkowski, sł. Z. Stawecki, ar. A.Mundkowski) – (03:44)
23. „W sobotę wieczorem” (muz. A. Markiewicz, sł. R. Sadowski) – (03:20)